# 網走車站
網走車站（日语：／ Abashiri eki */?）是一由北海道旅客鐵道（JR北海道）所經營的鐵路車站，位於日本北海道網走市境內，是石北本線與釧網本線的銜接車站，也是石北本線的終點站及釧網本線的起點站。網走車站是日本全國所有有兩條以上鐵路路線通過的車站裡面，位置最北的一個，管轄上隸屬於JR北海道旭川支社的範圍。
除了目前的石北本線與釧網本線之外，在1987年之前，網走也曾是地方交通線湧網線（中湧別～網走）的終點車站。

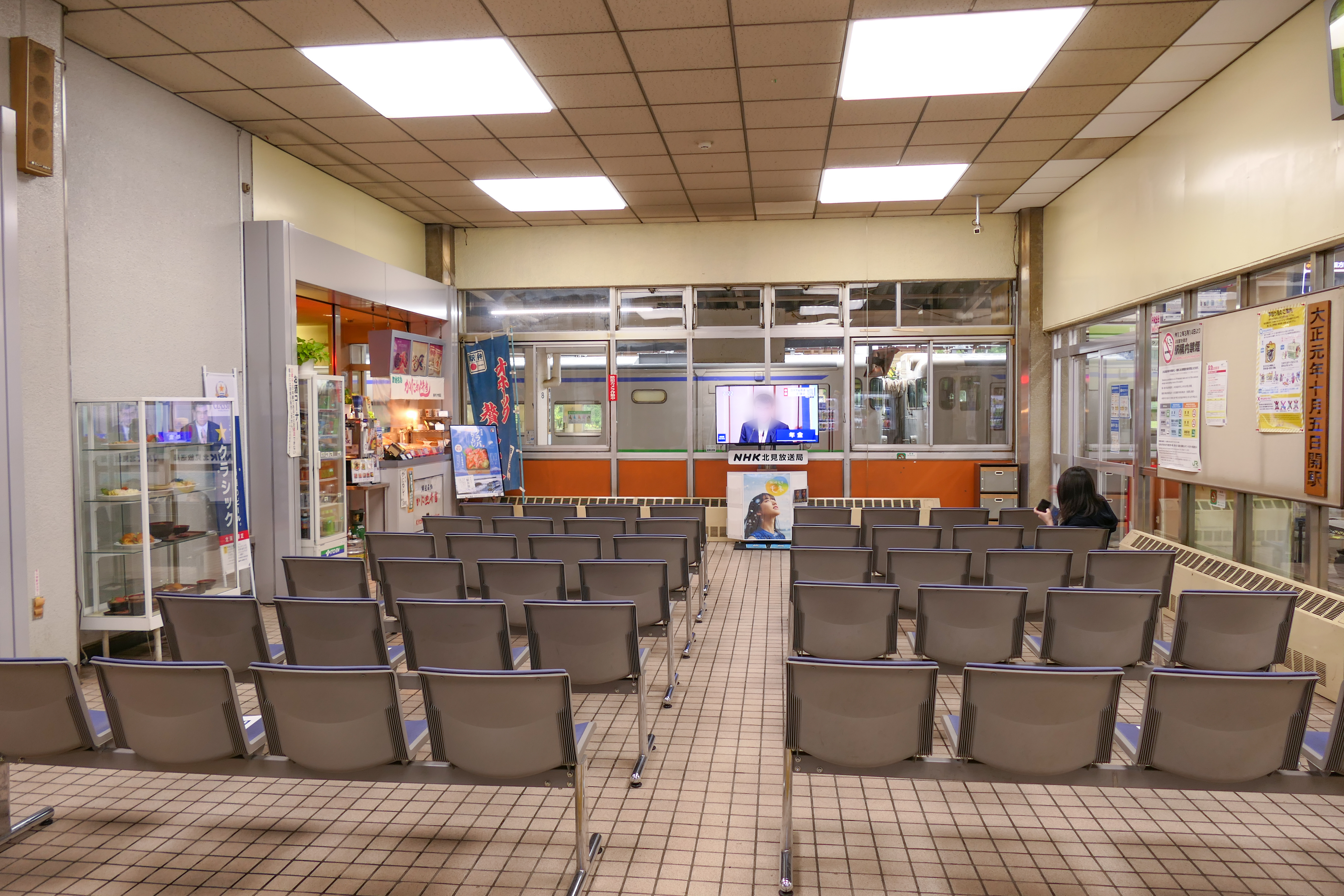
車站內部（2021年9月）

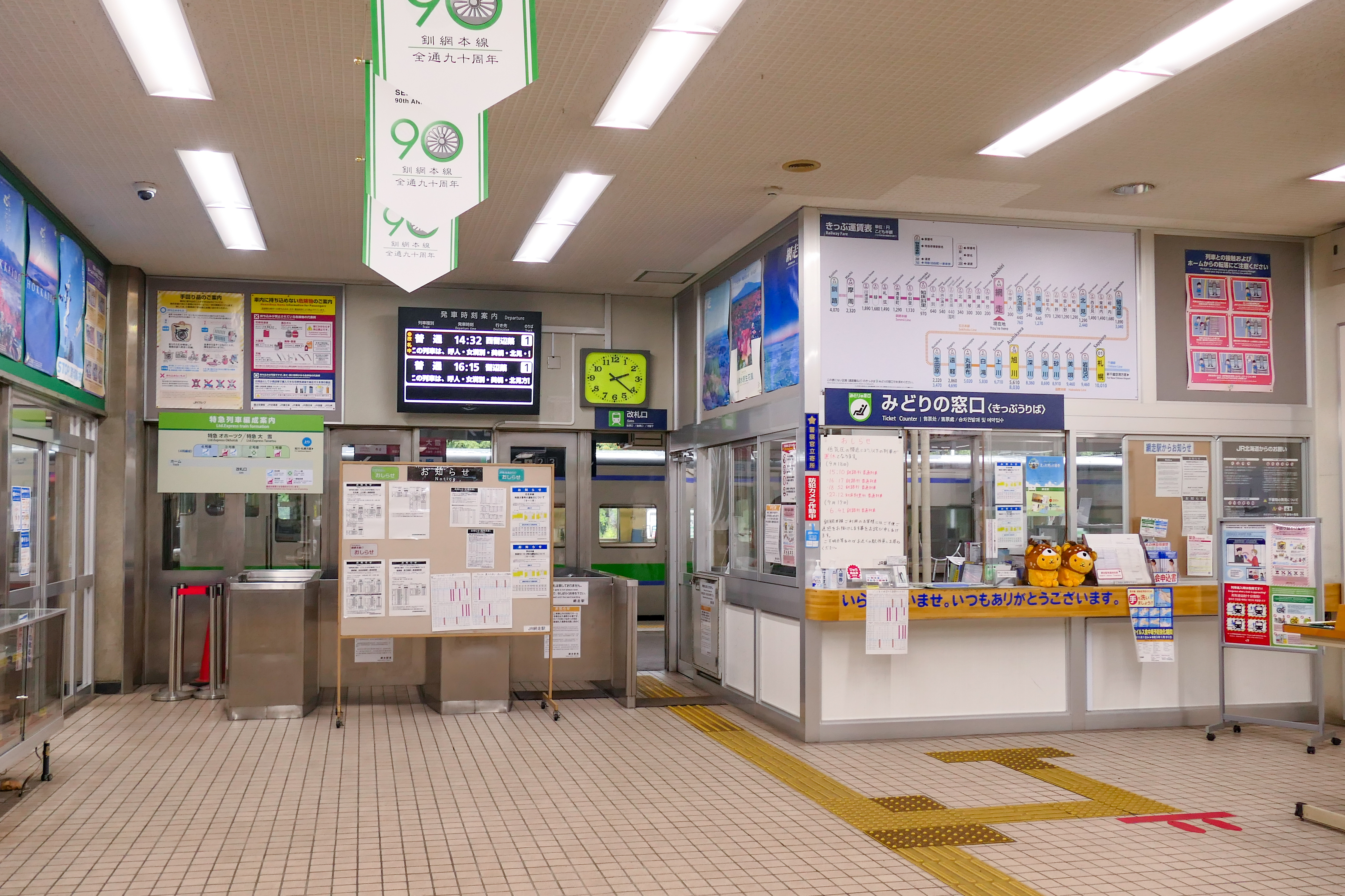
檢票口（2021年9月）

## 簡介
由於是兩條鐵路線的銜接車站，網走是道東地區北部重要的交通樞紐之一。包括特急列車鄂霍次克號（オホーツク，行駛於札幌與網走之間）與行駛於釧網本線上的快速列車「知床號」（しれとこ）都是以本站作為起訖站。站內設有JR的票務櫃台綠窗口，以及JR北海道所屬的旅遊服務中心「星光廣場」（ツインクルプラザ）等較大型的車站才有設置的相關服務設施。
雖然是所在地網走市的主車站，但與其他北海道主要城市的主車站有點不同的是，網走車站並不是座落於網走市的中心市街地帶，而是約有2公里左右的間距。相比之下，位於隔鄰的桂台車站，反而才是距離網走市街最近的鐵路車站。

## 歷史

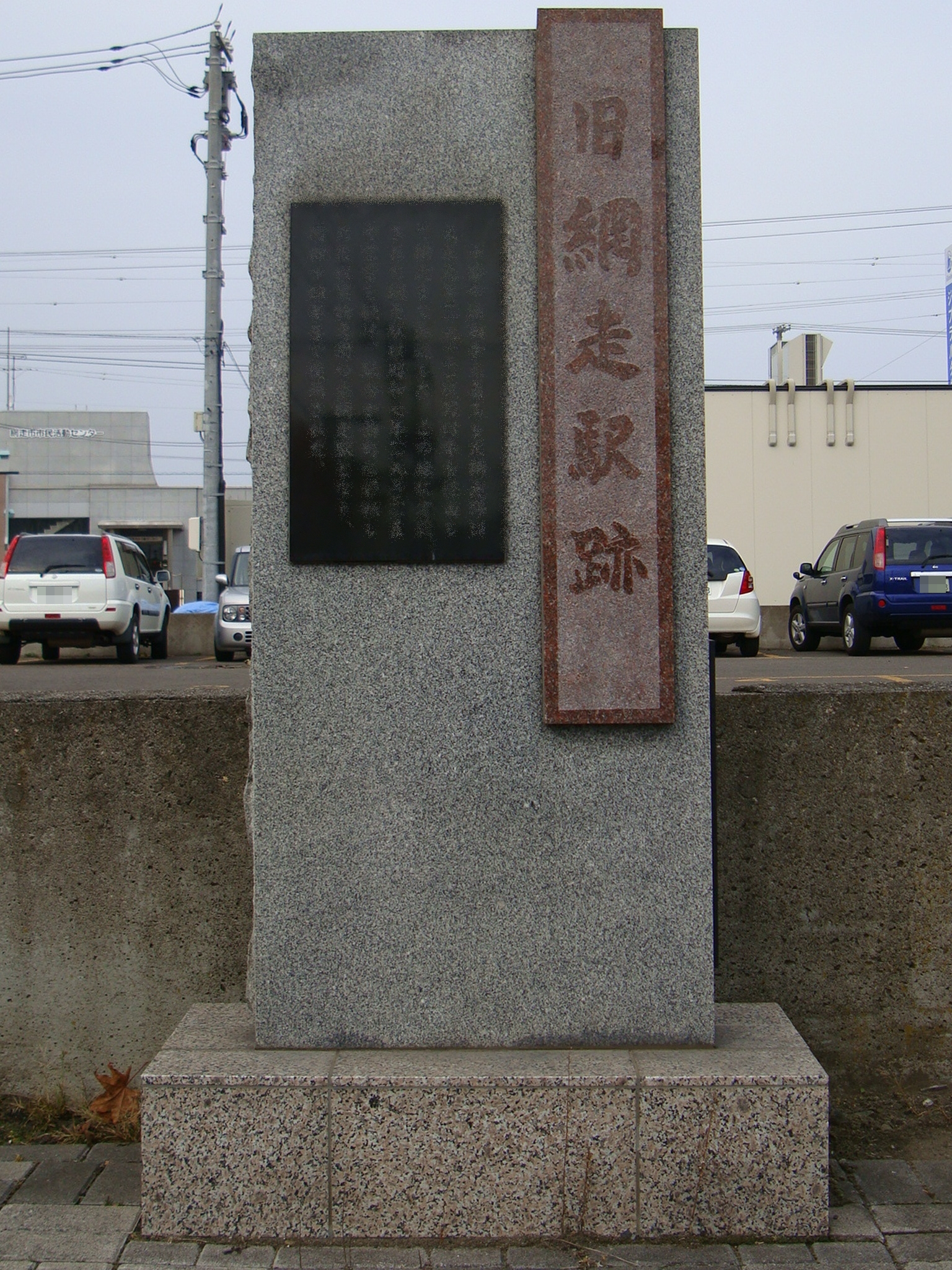
初代網走車站（濱網走車站）遺跡碑

今日的網走車站其實不是第一個使用「網走」作為站名的鐵路車站，初代的網走車站其實是1984年時廢站的濱網走車站。目前使用中的網走車站是1932年時新設的第二代車站。
- 1912年（大正元年）10月5日：日本國有鐵道初代網走車站設站，是客貨兼營的一般車站。
- 1927年（昭和2年）9月15日：釧網線（後來的釧網本線）通車。
- 1932年（昭和7年）12月1日：第二代網走車站在今日的現址設立，開始經營客運與行李托運業務，初代的網走車站改名為「濱網走」並停辦客運業務，成為貨運專用站。而網走至濱網走之間的路段也改定義成為網走本線（今石北本線）的貨物支線。
- 1935年（昭和10年）10月10日：湧網東線（之後的湧網線）通車。
- 1969年（昭和44年）10月4日：本站至濱網走車站之間的路線里程數進行更改，由0.8公里改成1.3公里。
- 1984年（昭和59年）2月1日：本站至濱網走之間的貨物支線廢線，濱網走車站也一同廢站。
- 1986年（昭和61年）11月1日：停辦貨運與行李托運業務。
- 1987年（昭和62年）
  - 3月20日：湧網線全線廢線。
  - 4月1日：國鐵分割民營化，網走車站的擁有與管理由JR北海道繼承。
- 2007年（平成19年）10月1日：為了便利海外旅客辨識，石北本線與釧網本線全線各站正式啟用車站編號系統。其中網走車站根據網走（Abashiri）的「A」字，獲得A69的車站編號。

## 車站構造

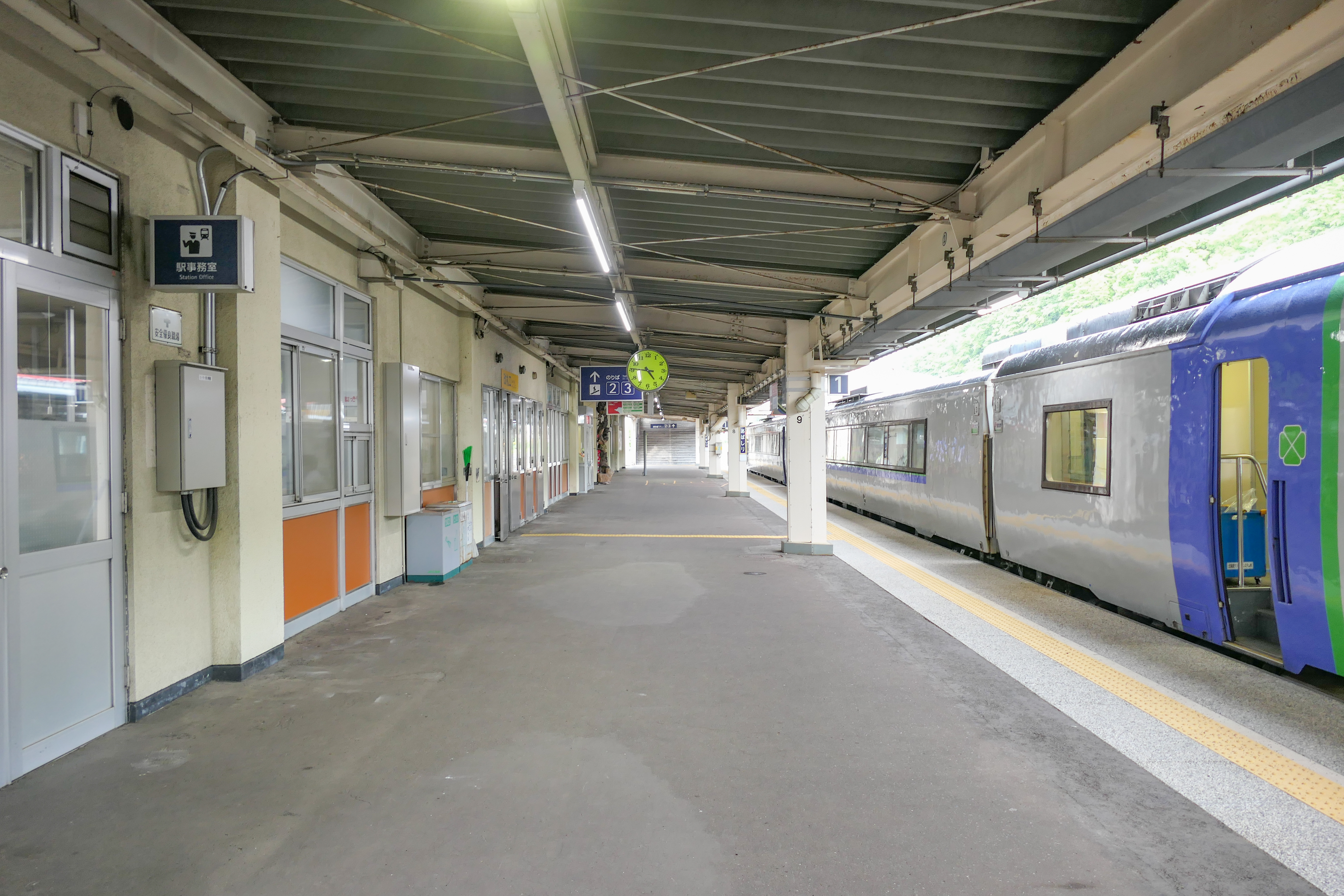
1號月台（2022年6月）

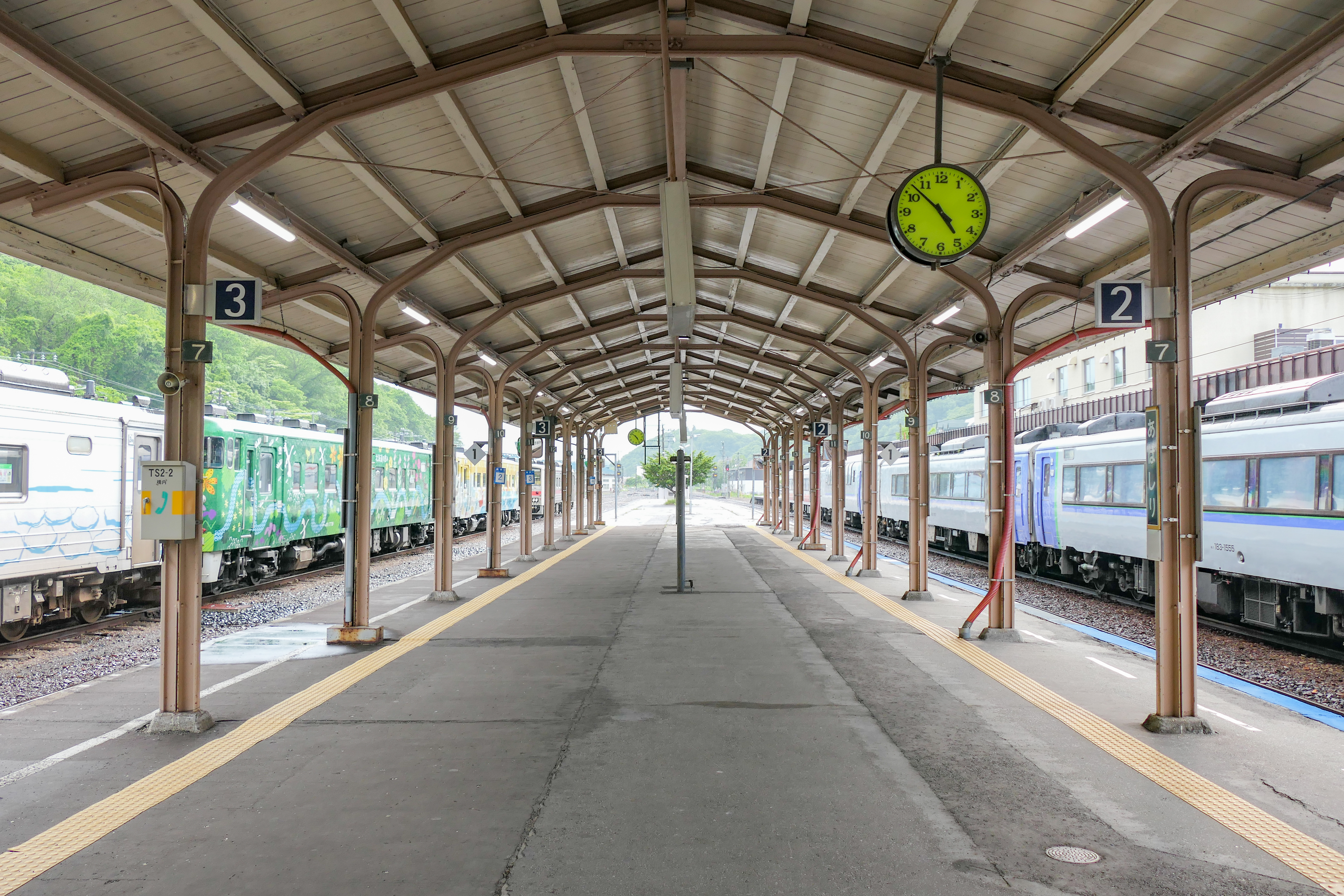
2號與3號月台（2022年6月）

網走車站為2面3線的複合月台，同時設有側式及島式月台。所有月台都可以讓雙方向的列車停靠及發車。而特急列車及雙線直通列車會使用車站大樓的1號月台。

### 月台配置
| 月台 | 路線      | 目的地                     | 備註       |
| ---- | --------- | -------------------------- | ---------- |
| 1    | ■石北本線 | 北見、遠輕、旭川、札幌方向 |            |
| 1    | ■釧網本線 | 知床斜里、綠方向           | （一部分） |
| 2、3 | ■釧網本線 | 知床斜里、綠、釧路方向     |            |
| 2、3 | ■石北本線 | 北見、遠輕方向             | （一部分） |

本車站亦是職員設置車站，車站大樓開放時間為05時30分—23時00分。車站大樓內亦設有綠窗口（營業時間05時50分—22時30分）、網走車站旅行中心（營業時間09時30分—17時00分、星期六、日及假期休息）、自動售票機、北海道Kiosk、車站便當商店、食堂及立食蕎麥麵、烏龍麵屋等。
原來車站內設有由網走市觀光協會負責的觀光辦公室，但在2009年1月搬遷至道之驛浮冰街道網走。而在此之後的浮冰旅遊旺季時，由於車站周圍沒有觀光辦公室引起不便，於同年5月1日在旅行中心以租借形式再次設置觀光辦公室（營業時間平日12時30分—17時30分；星期六、日及假期09時00分—17時00分）。
車站亦有由北見運轉所網走詰所設置的車庫及加油設施，供檢查列車及夜間停泊之用。
被廢除的湧網線主要在0號線發車，列車長度為3輛。現在該路線已經拆除及轉為停車場用途。

## 車站便當
主要的車站便當包括。：
- 幕之內鄂霍次克便當（幕の内オホーツク弁当）
- 稻蟹便當（かにめし弁当）
- 帆立便當（帆立弁当）
- 鄂霍次克贅澤三昧（オホーツク贅沢三昧）
- 磯宴 漁夫之稻蟹（磯宴 漁師のかにめし）
- 磯宴（螃蟹、鮭魚、鱈魚、海膽）

## 車站周圍
為網走市的代表性車站。車站與網走市中心（商店街等）約距離2公里。而網走市中心的商店群與巴士總站之間需要行走約15分鐘。
- 國道39號
- 北海道道23號網走停車場線
- 鄂霍次克（舊網走支廳）共同廳舍
- 網走警察署車站前派出所
- 網走車站前郵政局
- 網走信月金庫車站前分店
- 北海道開發局網走開發建設部
- 網走市立西小學
- 新橋

## 巴士路線
- 網走巴士
  - 常呂、佐呂間湖榮浦方向
  - 美幌站方向
  - 女滿別機場方向
  - 知床斜里車站方向
  - 小清水方向
  - 天都山方向
  - 大曲方向
  - 筑紫山團地方向
  - 東京農業大學方向
  - 向陽團地方向
  - 網走巴士總站方向
  - 碎冰船「極光」登船地點方向
- 網走巴士、斜里巴士
  - 知床斜里站、知床、宇登呂溫泉方向
  - 女滿別機場方向
- 網走觀光交通
  - 東藻琴方向
- 阿寒巴士
  - 阿寒湖方向

## 相鄰車站
北海道旅客鐵道（JR北海道）
■石北本線
特急「鄂霍茨克」、「大雪」停靠站
普通
呼人（A68）－網走（A69）－（釧網本線）
■釧網本線
快速「知床摩周號列車」、普通
網走（A69）－桂台（B79）

### 曾經存在的路線
日本國有鐵道（國鐵）
石北本線（貨物支線） - 1984年2月1日廢線
網走－濱網走
湧網線 - 1987年3月20日廢線
二見岡－（大曲臨時乘降場）－網走

## 外部連結
- （日語）JR北海道 – 網走車站 （页面存档备份，存于）
- （日語）全驛參觀之旅 （页面存档备份，存于）